# Sediboniats
Els sediboniats (en llatí: Sediboniates) van ser un poble aquità, esmentat per Plini el Vell, que sembla que els fa veïns dels bigerrions i dels convenes, però no es poden situar exactament.